# Bahnea
Bahnea (węg. Bonyha) – wieś w Rumunii, w okręgu Marusza, w gminie Bahnea. W 2011 roku liczyła 2001 mieszkańców.